# 蓮澳
蓮澳，位於香港大埔的大帽山腳下，錦山村石蓮路之上，是一條歷史悠久的客家村。村裡原本只有先祖源於梅州李姓的單一姓氏，後來港英政府興建城門水塘，鄭姓的村民由荃灣遷徙至此。
由於出入當地非常困難，雖有車路但路段狹窄，實施單線雙程行車。行人路亦十分陡峭，路程甚長，因此現在人口逐漸減少。附近有一間佛教香海蓮社半春園，特別日子有齋菜提供。由最近的太和火車站步行入村， 需時超過半小時，沿途多半是斜路。